# Falk Nimmerjahn
Falk Nimmerjahn (* 1972) ist Professor für Experimentelle Immunologie und Immuntherapie an der Friedrich-Alexander-Universität Erlangen-Nürnberg (FAU). 2007 erhielt er ein Forschungsstipendium des Bayerischen Genomforschungsnetzwerks, 2009 wurde er mit dem Paul-Ehrlich-und-Ludwig-Darmstädter-Nachwuchspreis für herausragende Leistungen auf dem Gebiet der biomedizinischen Forschung in Deutschland ausgezeichnet, der an höchstens 40-jährige Personen verliehen wird.
Nach seinem Studium der Biologie in Bayreuth und Erlangen arbeitete Nimmerjahn am Helmholtz-Zentrum und an der Ludwig-Maximilians-Universität in München sowie an der Rockefeller University in New York. Seit Februar 2007 hat er eine W2-Professur an der FAU inne. Im März 2010 nahm er den Ruf auf den Lehrstuhl für Genetik der FAU an.
Nimmerjahns Forschungsleistungen liegen auf dem Gebiet der Antikörper und ihrer Bedeutung für die Entstehung von Autoimmunerkrankungen wie Arthritis oder Multiple Sklerose. Insbesondere untersucht er die Faktoren für das Entstehen von Autoantikörpern.